# Echinops (növénynemzetség)
Az Echinops a fészkesvirágzatúak (Asterales) rendjébe és az őszirózsafélék (Asteraceae) családjába tartozó nemzetség.

## Előfordulásuk
Az Echinops-fajok eredeti előfordulási területe Afrika északibb kétharmada, kivéve Nyugat-Afrika egy kis részét, valamint egy kis dzsungeles részt a kontinens középső részének nyugati felén. Továbbá őshonosak Európa legnagyobb részén; ezen a kontinensem kivételt képeznek Skandinávia keleti kétharmada és az európai Oroszország; azonban jelen vannak több arktiszi szigeten. Ázsiában majdnem mindenütt megtalálhatóak, kivéve az India és Kína közé eső térséget, Délkelet-Ázsiát és Kelet-Ázsiának a legkeletibb partvidékeit. Azonban Japánban megtalálhatóak.
Az ember betelepítette Észak-Amerika északkeleti részére, és néhány nyugati államba, Svédországba, a Koreai-félszigetre és az ausztráliai Új-Dél-Wales nevű államba.

## Rendszertani besorolás
Az alábbi fajokat a következő 9 fajcsoportba lehet szétosztani: Echinops sect. Acantholepis, Echinops sect. Chamaechinops, Echinops sect. Echinops, Echinops sect. Hamolepis, Echinops sect. Hololeuce, Echinops sect. Oligolepis, Echinops sect. Phaeochaete, Echinops sect. Psectra és Echinops sect. Ritropsis.

## Rendszerezés
A nemzetségbe az alábbi 214 faj és 1 hibrid tartozik:
- Echinops abazariae Mozaff.
- Echinops aberdaricus R.E.Fr.
- Echinops abstersibilis Iljin
- Echinops abuzinadianus Chaudhary
- Echinops acantholepis Jaub. & Spach
- Echinops adenocaulos Boiss.
- Echinops adenoclados (Hedge) C.Vural
- Echinops afghanicus Gilli
- Echinops albicaulis Kar. & Kir.
- Echinops amoenus Rech.f.
- Echinops amplexicaulis Oliv.
- Echinops angustilobus S.Moore
- Echinops antalyensis C.Vural
- Echinops arachniolepis Rech.f.
- Echinops araneosus Lazkov
- Echinops armatus Steven
- Echinops armenus Grossh.
- Echinops atrox Kit Tan
- Echinops aucheri Boiss.
- Echinops austro-iranicus Mozaff.
- Echinops avajensis Mozaff.
- Echinops babatagensis Tschern.
- Echinops bakhtiaricus Rech.f.
- Echinops bampsianus Lisowski
- Echinops bannaticus Rochel ex Schrad.
- Echinops barezicus Montaz. & Mozaff.
- Echinops borae C.Vural
- Echinops bovei Boiss.
- Echinops brevipenicillatus Tschern.
- Echinops buhaitensis Mesfin
- Echinops candelabrum Rech.f.
- Echinops cephalotes DC.
- Echinops ceratophorus Boiss.
- Echinops cervicornis Bornm.
- Echinops chantavicus Trautv.
- Echinops chardini Boiss. & Buhse
- Echinops chloroleucus Rech.f.
- Echinops chlorophyllus Rech.f.
- Echinops chodzha-mumini Rassulova & B.A.Sharipova
- Echinops chorassanicus Bunge
- Echinops conrathii Freyn
- Echinops coriophyllus C.Shih
- Echinops cornigerus DC.
- Echinops cyanocephalus Boiss. & Hausskn.
- Echinops cyrenaicus E.A.Durand & Barratte
- Echinops dagestanicus Iljin
- Echinops dasyanthus Regel & Schmalh.
- Echinops delicatus Mozaff.
- Echinops descendens Hand.-Mazz.
- Echinops dichrous Boiss. & Hausskn.
- Echinops dissectus Kitag.
- Echinops dubjanskyi Iljin
- Echinops dumanii C.Vural
- Echinops ecbatanus Bornm. ex Rech.f.
- Echinops echinatus Roxb.
- Echinops ellenbeckii O.Hoffm.
- Echinops elymaiticus Born
- Echinops emiliae O.Schwarz ex P.H.Davis
- Echinops endotrichus Rech.f.
- Echinops erinaceus Kit Tan
- Echinops erioceras Bornm.
- Echinops eryngiifolius O.Hoffm.
- Echinops exaltatus Schrad.
- Echinops fastigiatus Kamelin & Tscherneva
- Echinops faucicola Rech.f.
- Echinops fedtschenkoi Iljin
- Echinops foliosus Sommier & Levier
- Echinops fontqueri Pau
- Echinops fraudator C.C.Towns.
- Echinops freitagii Rech.f.
- Echinops gaillardotii Boiss.
- Echinops galalensis Schweinf.
- Echinops gedrosiacus Bornm.
- Echinops ghoranus Rech.f.
- Echinops giganteus A.Rich.
- Echinops glaberrimus DC.
- Echinops glanduloso-punctatus Rech.f.
- Echinops gmelinii Turcz.
- Echinops gracilis O.Hoffm.
- Echinops graecus Mill.
- Echinops griffithianus Boiss.
- Echinops grijsii Hance
- Echinops guineensis C.D.Adams
- Echinops haussknechtii Boiss.
- Echinops hebelepis DC.
- Echinops hedgei Kit Tan
- Echinops heteromorphus Bunge
- Echinops heterophyllus P.H.Davis
- Echinops himantophyllus Mattf.
- Echinops hispidus Fresen.
- Echinops hissaricus Rassulova & B.A.Sharipova
- Echinops hoehnelii Schweinf.
- Echinops hololeucus Rech.f.
- Echinops humilis M.Bieb.
- Echinops hussonii Boiss.
- Echinops hystrichoides Kit Tan
- Echinops ilicifolius Bunge
- Echinops inermis Boiss. & Hausskn.
- Echinops integrifolius Kar. & Kir.
- Echinops iranshahrii Rech.f.
- Echinops jaxarticus Bunge
- Echinops jesdianus Boiss. & Buhse
- Echinops kafirniganus Bobrov
- Echinops kandaharensis Rech.f. & Köie
- Echinops karatavicus Regel & Schmalh.
- Echinops kasakorum Pavlov
- Echinops kazerunensis Mozaff.
- Echinops kebericho Mesfin
- Echinops keredjensis Rech.f.
- Echinops kermanshahanicus Mozaff.
- Echinops khansaricus Mozaff.
- Echinops khuzistanicus Mozaff.
- Echinops knorringianus Iljin
- Echinops kotschyi Boiss.
- Echinops kurdicus Bunge
- Echinops lalesarensis Bornm.
- Echinops lanatus C.Jeffrey & Mesfin
- Echinops laricus Mozaff.
- Echinops lasiolepis Bunge
- Echinops latifolius Tausch
- Echinops leiopolyceras Bornm.
- Echinops leiopolyceroides Mozaff.
- Echinops leucographus Bunge
- Echinops lipskyi Iljin
- Echinops longifolius A.Rich.
- Echinops longipenicillatus Mozaff. & Ghahr.
- Echinops longisetus A.Rich.
- Echinops macrochaetus Fresen.
- Echinops macrophyllus Boiss. & Hausskn.
- Echinops malacophyllus Rech.f.
- Echinops mandavillei Kit Tan
- Echinops maracandicus Bunge
- Echinops melitenensis Hedge & Hub.-Mor.
- Echinops mersinensis Gemici & Leblebici
- Echinops microcephalus Sm.
- Echinops mildbraedii Mattf.
- Echinops mosulensis Rech.f.
- Echinops multicaulis Nevski
- Echinops nanus Bunge
- Echinops nitens Bornm.
- Echinops niveus Wall. ex DC.
- Echinops nizvanus Rech.f.
- Echinops nuratavicus A.D.Li
- Echinops obliquilobus Iljin
- Echinops onopordum P.H.Davis
- Echinops opacifolius Iljin
- Echinops orientalis Trautv.
- Echinops ossicus K.Koch
- Echinops oxyodontus Bornm. & Diels
- Echinops pabotii Rech.f.
- Echinops pachyphyllus Rech.f.
- Echinops pannosus Rech.f.
- Echinops pappii Chiov.
- Echinops paradoxus Rech.f.
- Echinops parviflorus Boiss. & Buhse
- Echinops pathanorum Rech.f.
- Echinops × pellenzianus Hügin & W.Lohmeyer
- Echinops phaeocephalus Hand.-Mazz.
- Echinops philistaeus Feinbrun & Zohary
- Echinops polyacanthus Iljin
- Echinops polyceras Boiss.
- Echinops polychromus Rech.f.
- Echinops polygamus Bunge
- Echinops praetermissus Nevski
- Echinops prionolepis Bornm. & Mattf.
- Echinops procerus Mozaff.
- Echinops przewalskyi Iljin
- Echinops psammophilus Mozaff.
- Echinops pseudomaracandicus Rassulova & B.A.Sharipova
- Echinops pseudosetifer Kitag.
- Echinops pubisquameus Iljin
- Echinops pungens Trautv.
- Echinops quercetorum Mozaff.
- Echinops raddeanus Sommier & Levier
- Echinops rajasthanensis R.P.Pandey & V.Singh
- Echinops rectangularis Rech.f.
- Echinops registanicus Rech.f.
- Echinops reticulatus E.A.Bruce
- Echinops ritro L.
- Echinops ritrodes Bunge
- Echinops robustus Bunge
- Echinops rubromontanus Kamelin ex Rassulova & B.A.Sharipova
- Echinops sabzevarensis Mozaff.
- Echinops saissanicus (B.Keller) Bobrov
- Echinops setifer Iljin
- Echinops shahrudensis Mozaff. & Ghahr.
- Echinops sheilae Kit Tan
- Echinops shulabadensis Mozaff.
- Echinops sintenisii Freyn
- Echinops sojakii Rech.f.
- fehér szamárkenyér (Echinops sphaerocephalus) L. - típusfaj
- Echinops spiniger Iljin
- Echinops spinosissimus Turra
- Echinops strigosus L.
- Echinops sulaimanii Rech.f.
- Echinops sylvicola C.Shih
- Echinops syriacus Boiss.
- Echinops szowitzii Fisch. & C.A.Mey. ex DC.
- Echinops taeckholmianus Amin
- Echinops taftanicus Mozaff. & Ghahr.
- Echinops talassicus Golosk.
- Echinops tenuisectus Rech.f.
- Echinops tjanschanicus Bobrov
- Echinops tournefortii Ledeb.
- Echinops transcaspicus Bornm.
- Echinops transcaucasicus Iljin
- Echinops transiliensis Golosk.
- Echinops tricholepis Schrenk
- Echinops tschimganicus B.Fedtsch.
- Echinops vaginatus Boiss. & Hausskn.
- Echinops villosissimus Bunge
- Echinops viridifolius Iljin
- Echinops viscidulus Mozaff.
- Echinops wakhanicus Rech.f.
- Echinops yemenicus Kit Tan